# Drynaria quercifolia
Drynaria quercifolia är en stensöteväxtart som först beskrevs av Carl von Linné och som fick sitt nu gällande namn av John Smith.
Drynaria quercifolia ingår i släktet Drynaria och familjen Polypodiaceae. Inga underarter finns listade i Catalogue of Life.

## Bildgalleri

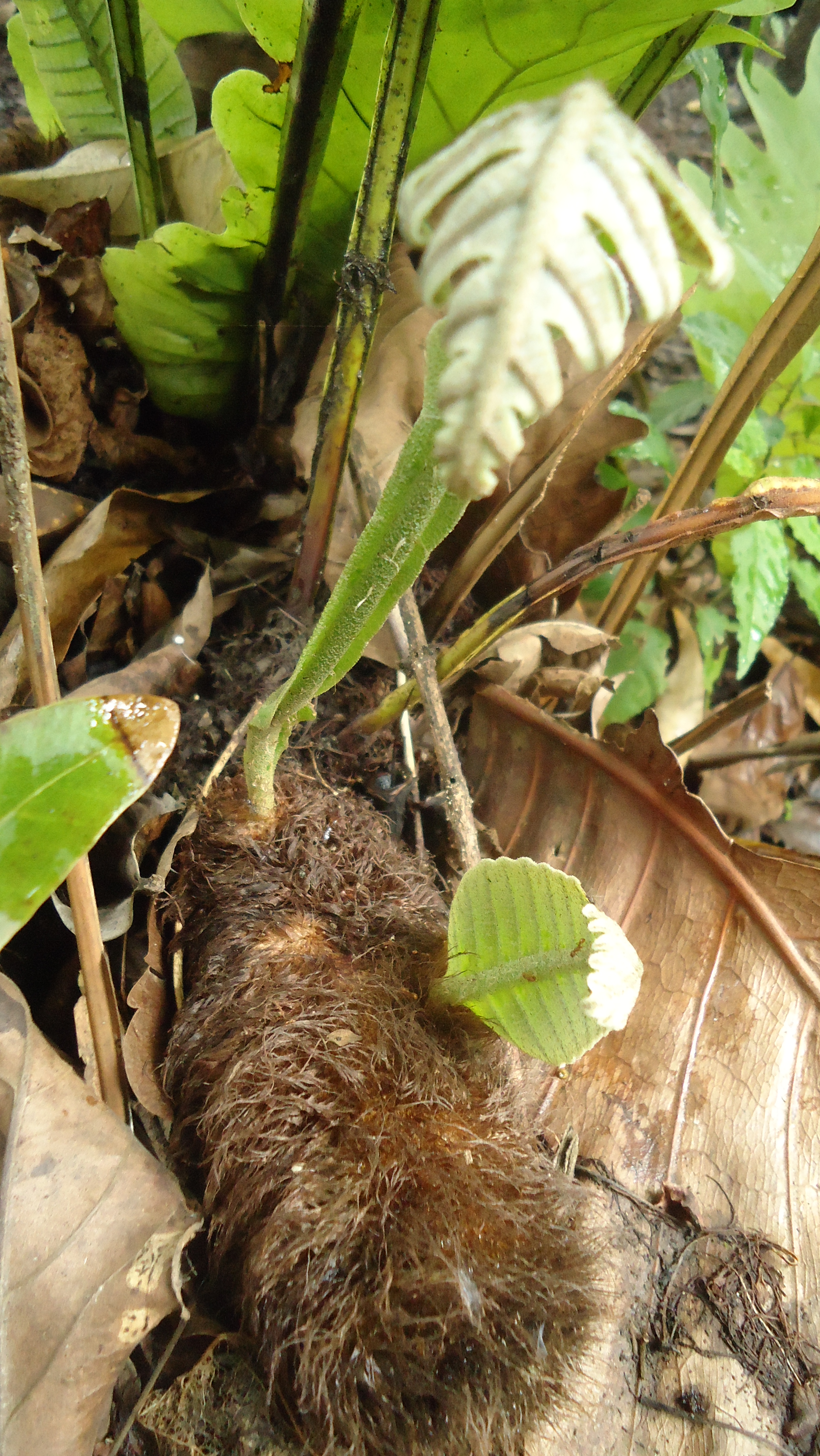
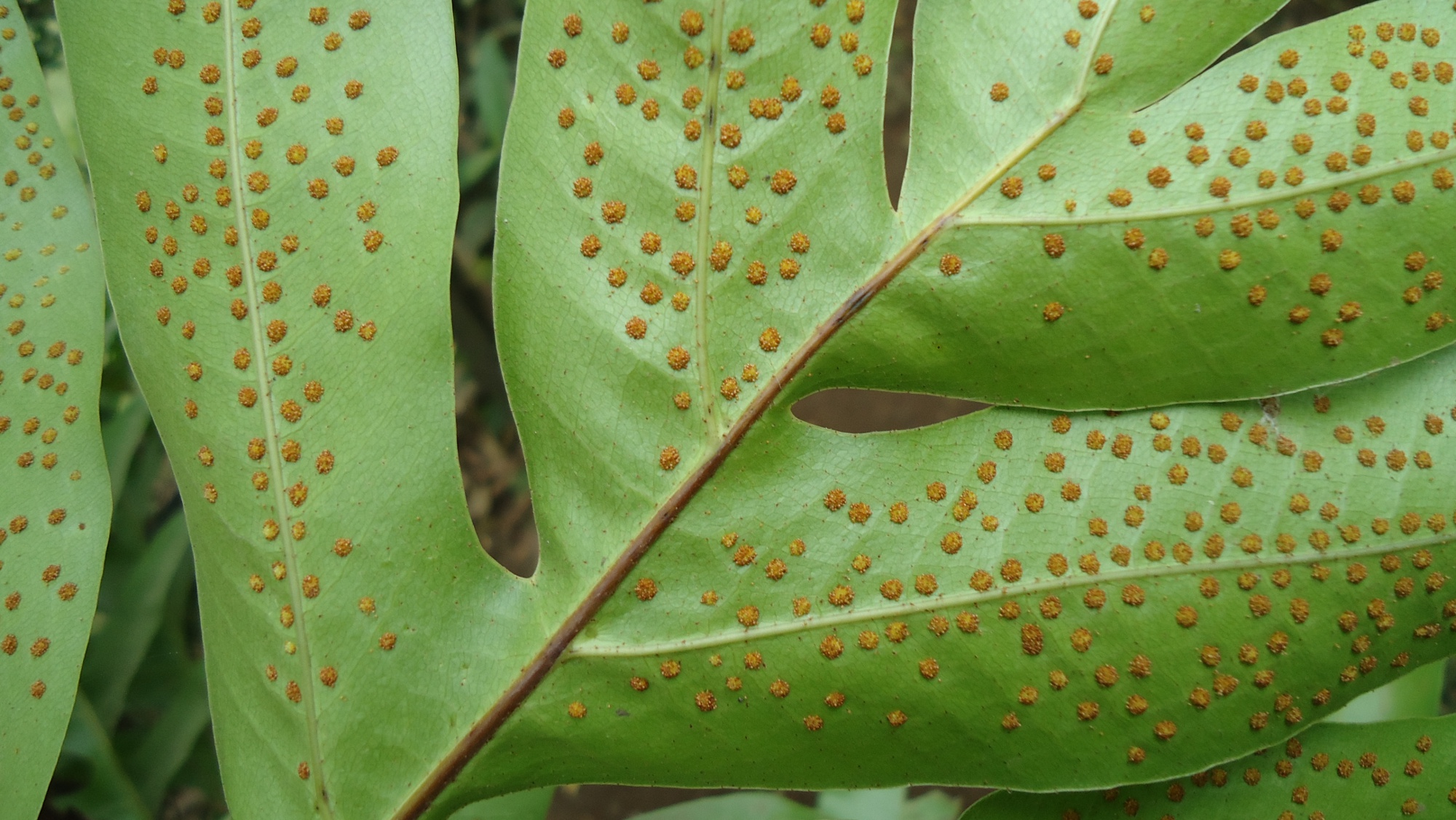
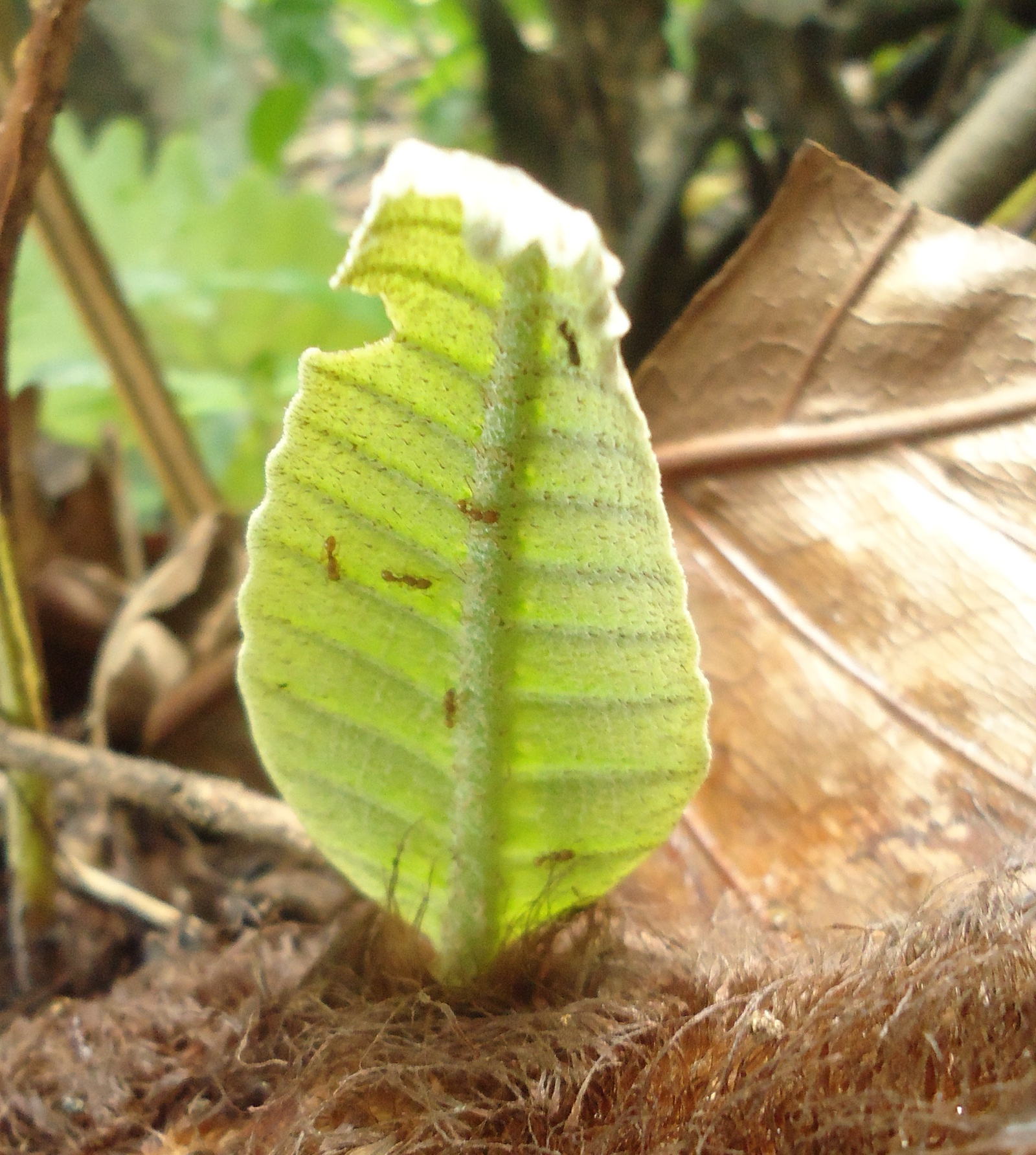
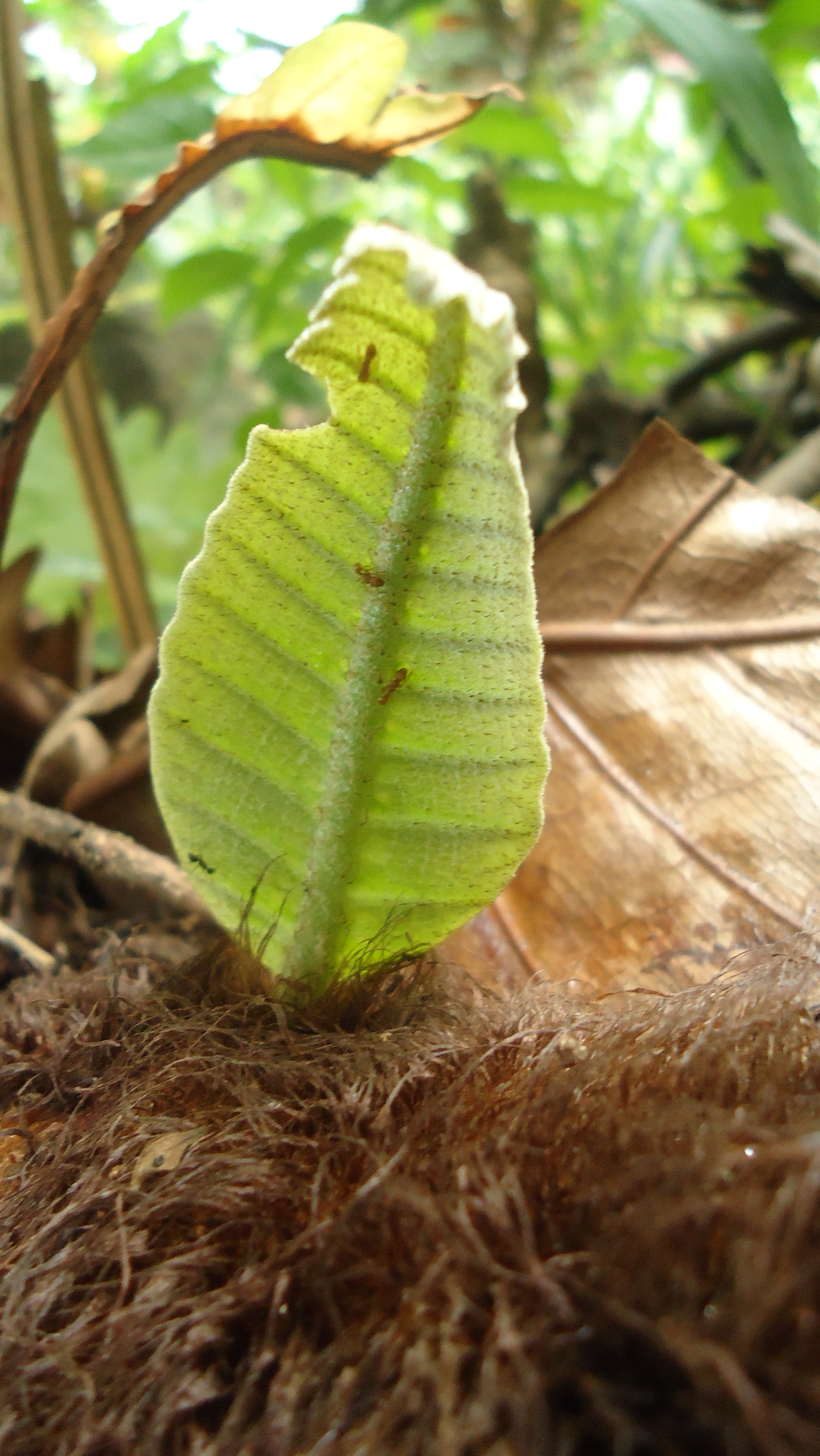
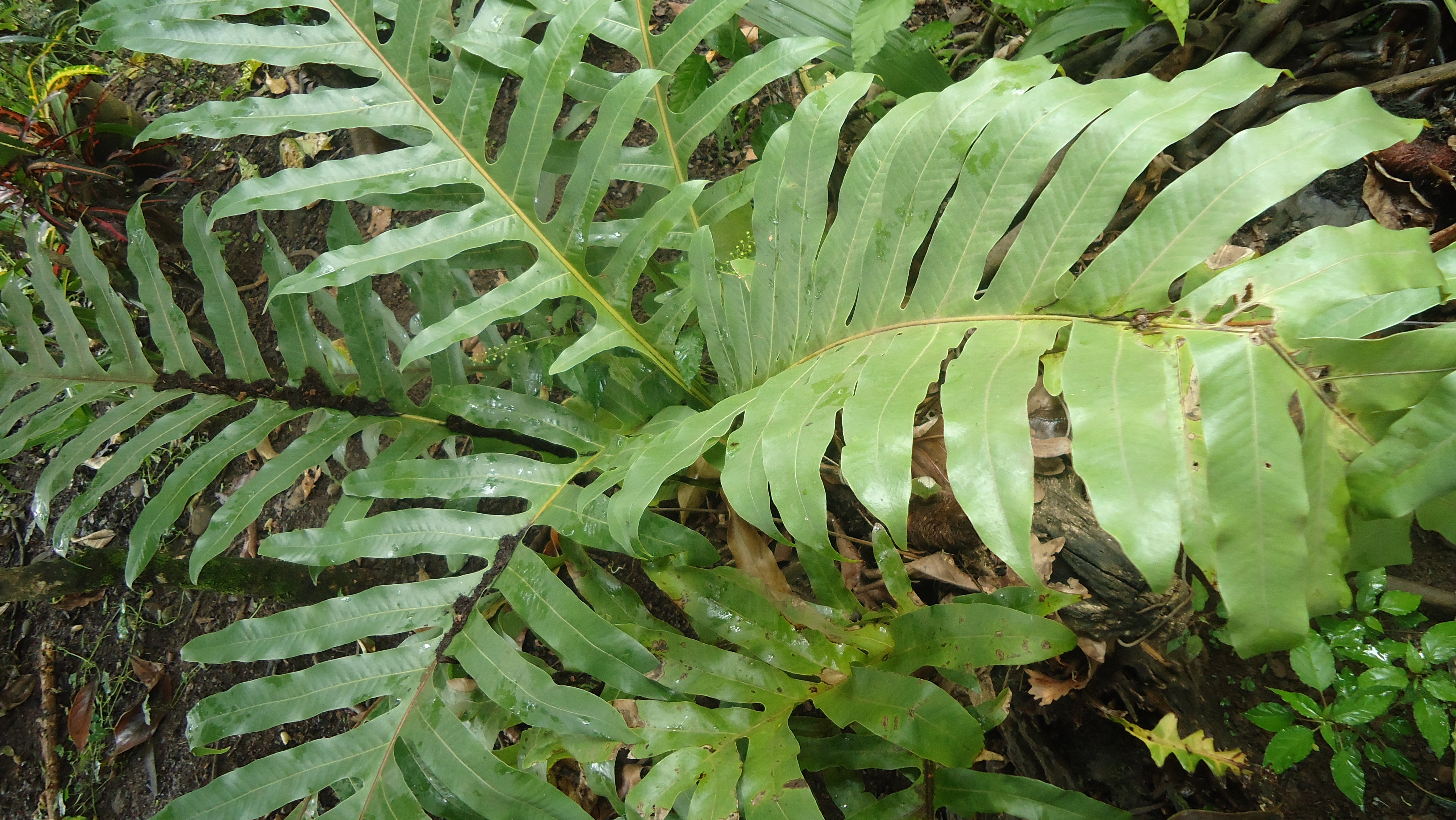
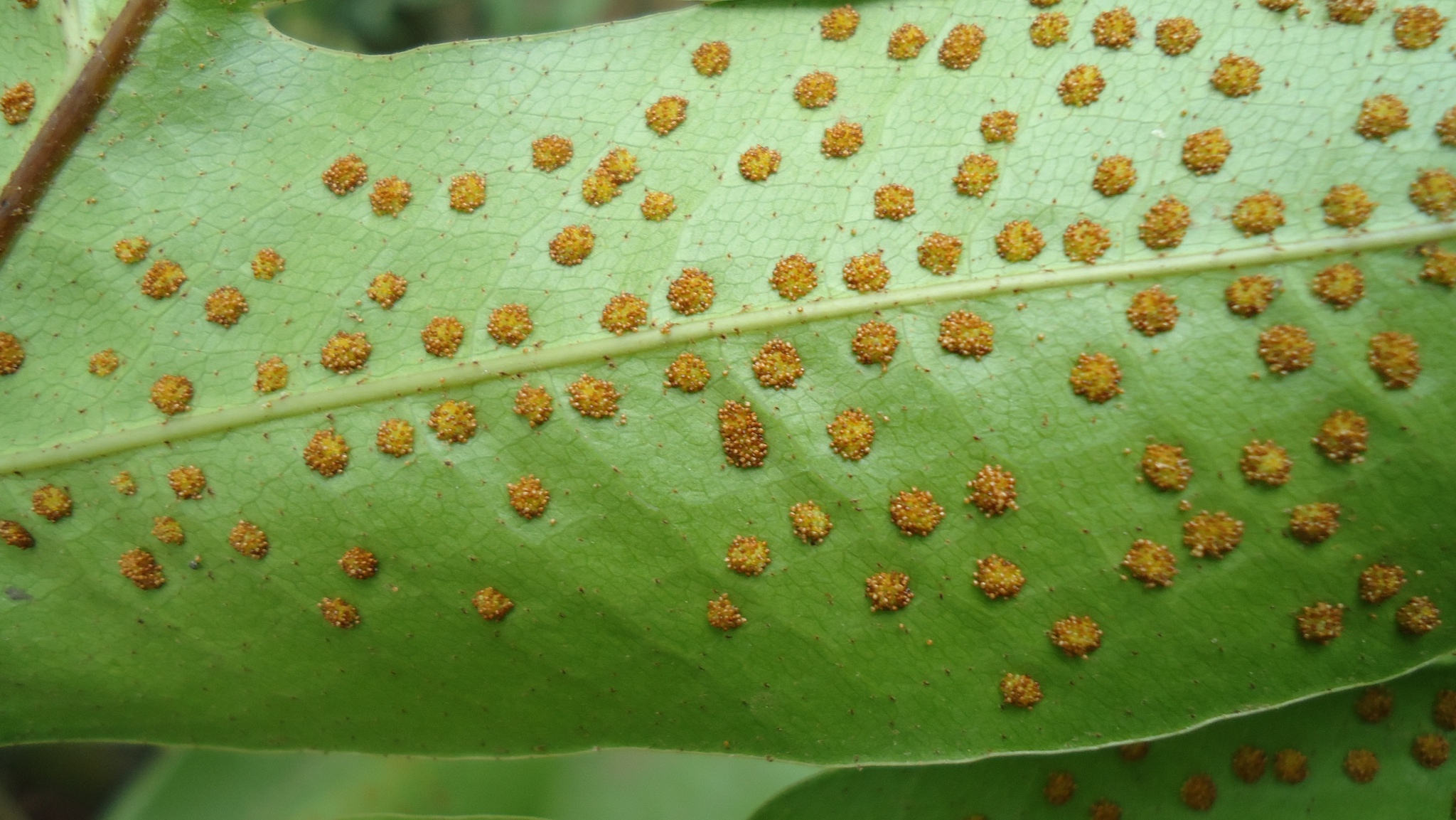